# オダンタラ事件
オダンタラ事件（オダンタラじけん）とは、ソビエト連邦によるスパイ事件。ソビエト連邦留学中にソ連情報機関の工作を受けて来日したインドネシア人研修生のマデ・オダンタラが、ソ連情報機関員とみられる在日ソ連通商代表部員セドフ・V・Aらに指示され、日本の科学技術情報を収集してセドフらに手交していた事件である。1969年（昭和44年）5月11日、警視庁摘発（検挙）。検挙当時、オダンタラは32歳、セドフは41歳であった。

## 概要
マデ・オダンタラは、1958年9月から約5年間ソビエト連邦に留学した際、ソ連の情報機関より獲得工作を受け、情報収集活動に協力する誓約書を書かされて、いったんインドネシアに帰国したのち、1964年（昭和39年）1月、政府賠償研修生として来日した。来日してからは、ソ連情報機関員とみられる在日ソ連通商代表部員セドフ・V・Aらと数十回にわたって秘密の会合を開き、研修先の会社から盗み出した企業機密文書等を手交したほか、当該企業の製品等を提供して報酬を得ていた。
警視庁は、1969年5月11日、オダンタラを窃盗容疑で逮捕したほか、外務省を通じてセドフらの任意出頭を要請したが、セドフらは出頭を拒否して、そのまま急遽ソ連に帰った。